# Graellsia
Graellsia es un género de fanerógamas perteneciente a la familia Brassicaceae. Comprende ocho especies descritas y aceptadas.

## Descripción
Son hierbas perennes, subcaespitosas con un poco de base leñosa, glabra, dispara muy escasamente hojas o deshojado. Las hojas radicales largo pecioladas, con lámina ovada a reniforme, ampliamente dentadas, las hojas caulinares si están presentes, pequeñas, lineales, sésiles o subsésiles. Racimos ebracteados, simples o ramificados, por lo general subcorimbosos. Flores pequeñas, blancas, con pedúnculos filiformes, flexuosas. El fruto es una silicua elíptica, glabras, por lo general en términos generales septadas (raramente tabique ventana o ausente), indehiscente a dehiscente, las semillas 1 a unoa pocas, sin alas o con margen.

## Taxonomía
El género fue descrito por Pierre Edmond Boissier y publicado en Annales des Sciences Naturelles; Botanique, sér. 2, 16: 379. 1841.

## Especies aceptadas
A continuación se brinda un listado de las especies del género Graellsia aceptadas hasta septiembre de 2013, ordenadas alfabéticamente. Para cada una se indica el nombre binomial seguido del autor, abreviado según las convenciones y usos.
- Graellsia chitralensis O.E.Schulz
- Graellsia davisiana
- Graellsia graellsiifolia
- Graellsia hederifolia
- Graellsia hissarica
- Graellsia integrifolia
- Graellsia saxifragaefolia
- Graellsia stylosa